# (90075) 2002 VU94
2002 في يو 94 (ويعرف أيضًا باسم (90075) 2002 في يو 94 وفق تسمية الكوكب الصغير) (بالإنجليزية: 2002 VU94)‏ هو كويكب ضمن حزام الكويكبات؛ وترتيبه 90075 من حيث الاكتشاف.
اكتُشف هذا الجُرم الفلكي بواسطة تعقب الأجرام القريبة من الأرض في 13 نوفمبر 2002.

## وصلات خارجية
- (90075) 2002 VU94 في قاعدة بيانات مختبر الدفع النفاث لأجرام النظام الشمسي الصغيرة

- الاكتشاف · مخطط المدار ·  العناصر المدارية · المعلمات المادية

- (90075) 2002 VU94 على موقع ويكي سكاي: DSS2, SDSS, GALEX, IRAS, Hydrogen α, X-Ray, Astrophoto, Sky Map, Articles and images